# Châtelus-le-Marcheix
Châtelus-le-Marcheix es una comuna francesa situada en el departamento de Creuse, de la región de Nueva Aquitania.

## Historia
- Entre 1790 y 1794 absorbe las comunas de Boissioux, Chouverne y Moussergue.[3][4][5]
- En 1837 absorbe, con Saint-Dizier-Leyrenne, la comuna de Champroy.[6]

## Monumentos
- La iglesia, que data del siglo XIV.
- Ruinas de un castillo feudal.

## Demografía
| Gráfica de evolución demográfica de Châtelus-le-Marcheix entre 1800 y 2022 |
|                                                                            |

Los datos demográficos contemplados en este gráfico se han cogido de la página francesa EHESS/Cassini.